# Ундулиподия
Ундулиподия (в переводе с греч. — «машущая нога») — внешняя, внеклеточная часть жгутика. В ундулиподии аксонема образует конфигурацию 9х2+2: она состоит из 9 пар периферических дублетов и двух центральных микротрубочек-синглетов. По сути это синоним эукариотических жгутиков и ресничек. Этот термин предложен, чтобы различать жгутики эукариот и аналогичные им жгутики прокариот. Использование этого термина особенно активно поддерживается Линн Маргулис. Эукариотические жгутики по своей структуре идентичны ресничкам, хотя иногда между ними всё же делают различия в соответствии с их длиной или функцией.

## Использование термина
Некоторые биологи, такие как Маргулис, поддерживают использование этого термина, поскольку он даёт возможность отличить реснички и жгутики эукариотических клеток от аналогичных, но существенно отличающихся структур прокариотических клеток. Они утверждают, что термин «жгутик» следует использовать только по отношению к прокариотическим органеллам, таким как бактериальный жгутик и аксиальные филаменты спирохет. Большинство биологов не одобряют использование термина, поскольку он не отражает отличия эукариотических жгутиков и ресничек от прокариотических (означая лишь «машущая нога»). Термин был придуман Отто Бючли в начале двадцатого века и использовался для опровержения тогдашних предположений о гомологии жгутиков жгутиконосцев и псевдоподий ризопод. Использование термина позволяло подчеркнуть тривиальную гомологию жгутиков и ресничек.  В соответствии с современной консенсусной терминологией разрешается использовать термины «жгутик» и «ресничка» для всех случаев. Термин «ундулиподия» всё еще используется как собирательное обозначение в некоторых разделах биологии, например, в протистологии и зоологии беспозвоночных.